# نانسي ليل
نانسي ليل (بالإنجليزية: Nancy Lyle)‏ مواليد 26 فبراير 1910 في لندن، كانت لاعبة كرة مضرب بريطانية وكانت تلعب باليد اليمنى. كما أنها إحدى بطلات الجراند سلام حيث فازت بالبطولة الأسترالية لكرة المضرب في فئة الفردي ومرة في فئة الزوجي وذلك في نفس السنة 1935.

## النهائيات

### الفردي: (الوصافة 1)
| الحصيلة | السنة | الدورة             | المنافس في النهائي | النتيجة في النهائي |
| الوصافة | 1935  | البطولة الأسترالية | دوروثي راوند       | 6–1, 1–6, 3–6      |

### الزوجي: (الألقاب 1)
| الحصيلة | السنة | الدورة             | الشريك        | المنافس في النهائي         | النتيجة في النهائي |
| الفوز   | 1935  | البطولة الأسترالية | إيفلين ديرمان | لوي بيكرتون نيل هول هوبمان | 6–3, 6–4           |